# Vienna Open 2007
Il Vienna Open 2007, noto anche come Bank Austria Tennis Trophy per motivi di sponsorizzazione, è stato un torneo di tennis giocato sul cemento indoor.
È stata la 33ª edizione del Vienna Open e faceva parte della categoria International Series Gold nell'ambito dell'ATP Tour 2007. 
Il torneo si è giocato alla Wiener Stadthalle di Vienna in Austria, dal 7 al 14 ottobre 2007.

## Campioni

### Singolare maschile
Novak Đoković ha battuto in finale  Stan Wawrinka, 6–4, 6–0

### Doppio maschile
Mariusz Fyrstenberg /  Marcin Matkowski hanno battuto in finale  Tomas Behrend /  Christopher Kas, 6–4, 6–2